# بروتون ساتريا

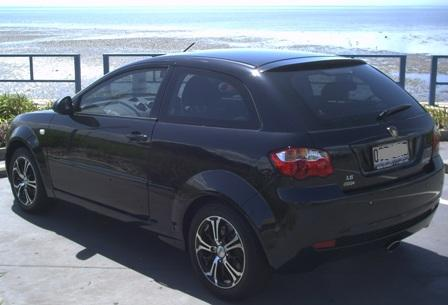
سيارة ساتريا الجديدة عام 2008 في أستراليا

بروتون ساتريا هي سيارة هاتشباك تنتجها الشركة الماليزية بروتون. الإنتاج بدأ في عام 1995 أول طراز وانتهى عام 2005. أما سيارة بروتون ساتريا الجديدة فقد بدأت في 2006/06/16 ذات الثلاثة أبواب وهي سيارة هاتشباك.